# Pittarella
Pittarella is een plaats (frazione) in de Italiaanse gemeente Pedivigliano.